# 森寿
森 壽（もり ひさし、1879年（明治12年）9月2日 - 1952年（昭和27年）3月10日）は、大日本帝国陸軍軍人。最終階級は陸軍中将。功五級。

## 経歴
1879年（明治12年）に山口県で生まれた。陸軍士官学校第11期、陸軍大学校第21期卒業。日露戦争に出征し、その功により功五級金鵄勲章を授与された。1918年（大正7年）7月に陸軍大学校教官に就任し、1919年（大正9年）8月に陸軍騎兵大佐に進級した。1920年（大正10年）7月に騎兵第26連隊長に転じ、1922年（大正12年）3月に騎兵監部部員となった。
1923年（大正13年）2月4日に陸軍少将進級と同時に騎兵監部附、陸軍技術会議議員となった。1925年（大正15年）3月に陸軍騎兵学校長に就任し、1928年（昭和3年）3月に騎兵第3旅団長を経て、1929年（昭和4年）7月1日に騎兵監となり、8月1日に陸軍中将に進級した。1930年（昭和5年）11月7日に第19師団長に親補され、満州事変が発生すると、師団隷下の歩兵第38旅団を基に編成した混成第38旅団を出動させ、第2師団を救援した。1933年（昭和8年）3月18日に待命、3月31日に予備役に編入された。
1947年（昭和22年）11月28日、公職追放仮指定を受けた。